# Берёзовское сельское поселение (Аннинский район)
Берёзовское се́льское поселе́ние — муниципальное образование в Аннинском районе Воронежской области России.
Административный центр — село Берёзовка.

## Административное деление
Состав поселения:
- село Берёзовка,
- поселок Козловский.

## Население
| 2000 | 2005  | 2010 | 2012 | 2013 | 2014 | 2015 | 2016 | 2017 |
| ---- | ----- | ---- | ---- | ---- | ---- | ---- | ---- | ---- |
| 1142 | ↗1151 | ↘956 | ↘920 | ↘911 | ↘875 | ↘834 | ↘793 | ↘764 |
| 2018 | 2019  | 2020 | 2021 |      |      |      |      |      |
| ↘741 | ↘725  | ↘711 | ↘646 |      |      |      |      |      |